# Diano Neris Ćeško
Diano Neris Ćeško (Ljubuški, BIH, 17. travnja 2004.) - hrvatski je rukometaš

## Klupska karijera
Sa svojih 194 centimetra visine, jedan je od perspektivnijih mladih hrvatskih igrača na poziciji lijevog vanjskog. Rukometnu karijeru započeo je vrlo rano, već s pet i pol godina u RK Izviđač Ljubuški. Trenirao je i nogomet ali se odlučio za rukomet.
Često je trenirao sa starijim uzrastima, uključujući kasnije reprezentativne kolege Mateja Mandića i Ivana Pavlovića. Godine 2022. produžio je ugovor s RK Izviđačem do 2026. godine, potpisavši ga na svoj 18. rođendan.
Kao jedan od ključnih igrača Izviđač Agrama, Ćeško se posebno istaknuo u europskim natjecanjima. U sezoni Europske lige pokazao je izniman potencijal protiv vrhunskih protivnika poput Dinamo Bukurešta, Füchsea i Chamberyja, postigavši 26 golova u šest utakmica.

## Reprezentativna karijera
Godine 2022. dobio je hrvatsko državljanstvo uz posebnu preporuku Hrvatskog olimpijskog odbora. Prvi poziv u seniorsku reprezentaciju Hrvatske dobio je krajem 2023. godine. Pozvan je za nastupe na Svjetskom rukometnom prvenstvu u Hrvatskoj, Danskoj i Norveškoj 2025. godine.